# Jorunna parva
A Jorunna parva (Baba, 1938) egy a Discodorididae (Bergh, 1891) családba, azon belül a Jorunna (Bergh, 1876) nemzetségbe tartozó ház nélküli tengeri puhatestű. A köznyelvben gyakran tengeri nyusziként emlegetik őket a testük feji részén található rhinophorok miatt. A rhinophor szó két görög kifejezésből ered, rhino = orr és phore = hordozó. Funkcióját tekintve ez egy szag- és íz érzékelésre alkalmas szerv, melynek speciális receptorai vannak amivel a csigák a tengervízben oldott kémiai anyagokat képesek érzékelni. Nem csak a Jorunna parva rendelkezik ilyen feji érzékelőkkel, szinte minden tengeri meztelencsiga fajnál megfigyelhető ez a szerv, rendkívül változatos alakban és formában. Sok tengeri csigánál a rhinophorok fontos szerepet játszanak a táplálék megtalálásában.

## Megjelenésük
Méretük 27-40 mm között mozog, testük hosszúkás alakú. Színük sötét sárgától barnáig terjed. Fehér színű egyedek is megfigyelhetőek közöttük, de sokkal ritkábban. Külső kopoltyúik a hátuk közelében találhatók. A kopoltyúk és a rhinophorák környékén általában világosabb szín jelenik meg. Hátuk közepén egy hosszú jól kivehető fehér csík húzódik. Testükön körülbelül 80-210 μm hosszú caryophyllidiumok találhatóak. A caryophyllidia a tengeri csigákra jellemző érzékelő funkcióval rendelkező kerek csomó, kis kiemelkedés vagy szemölcsös kinövés, amelyet apró tűszerű struktúrák vesznek körül. A hosszabb caryophyllidiák vége általában sötétbarna vagy fekete.  Ezek miatt tűnik a csiga szőrösnek és pöttyösnek, illetve néhány faj esetén foltosnak. Hasi oldaluk középső részén sötétbarna csík a húzódik, szélein sötétbarna foltokkal, de az csak akkor látható amikor az állat mozog.

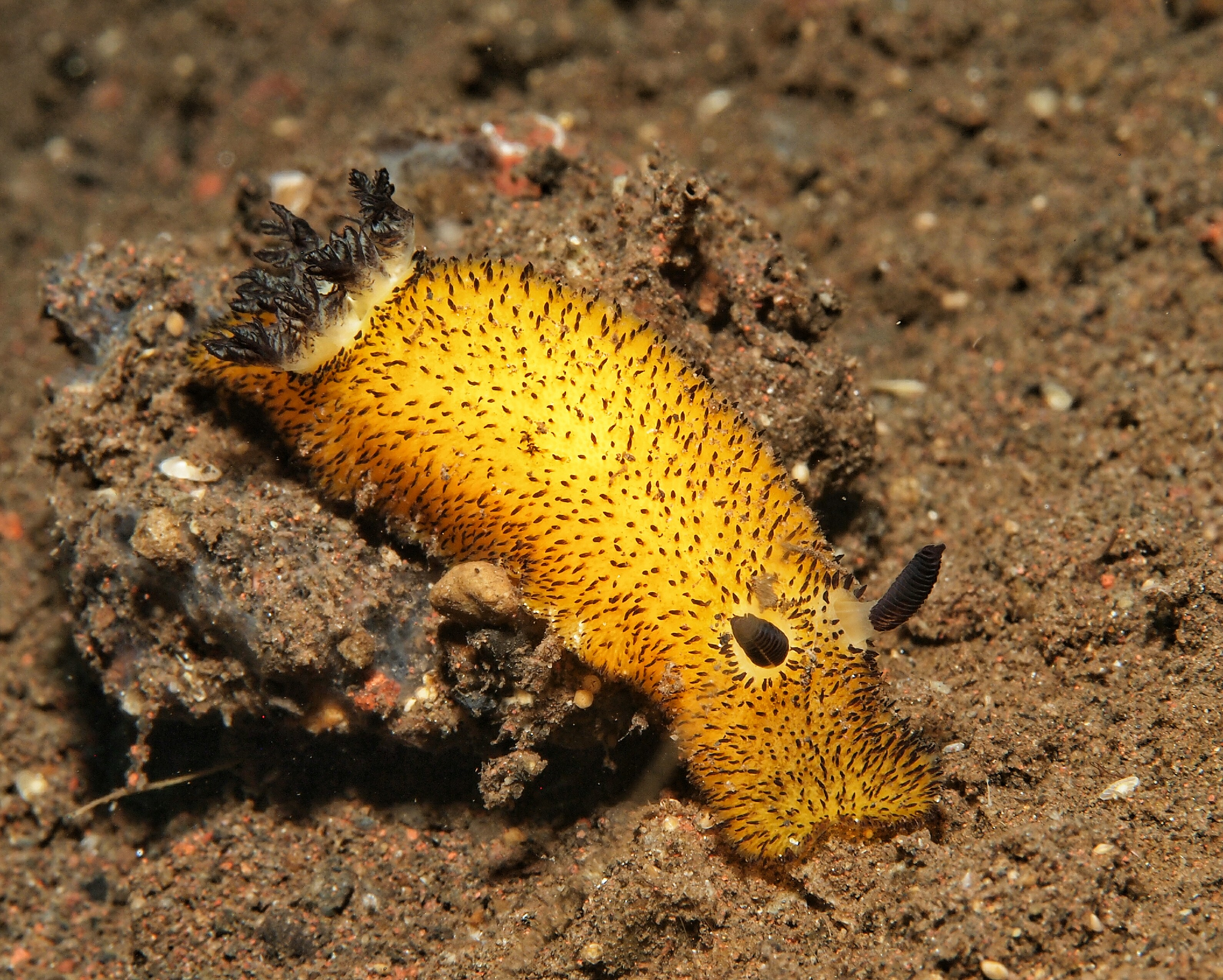
sárga Jorunna parva

## Előfordulásuk
A Jorunna parva először Japánban lett leírva és úgy hiszik, hogy a Jorunna parva sötét "fülű", fehér színű változata elsősorban csak Japán partjainál található meg. Más színekben elég elterjedt faj, megtalálhatóak Korea, Japán, Palau, a Fülöp-szigetek, Indonézia és Pápua Új-Guinea vizeiben, valamint Ausztrália csendes-óceáni részén, Dél-Afrika partmenti vizeiben, és a Seychell-szigetek mellett Tanzánia környékén is.

## Életmódjuk
Mint minden tengeri csiga ők is hímnős állatok, vagyis képesek mind a nőstény, mind a hím ivarsejtek előállítására. A szaporodáshoz két hímnős egyed termékenyíti meg egymást.

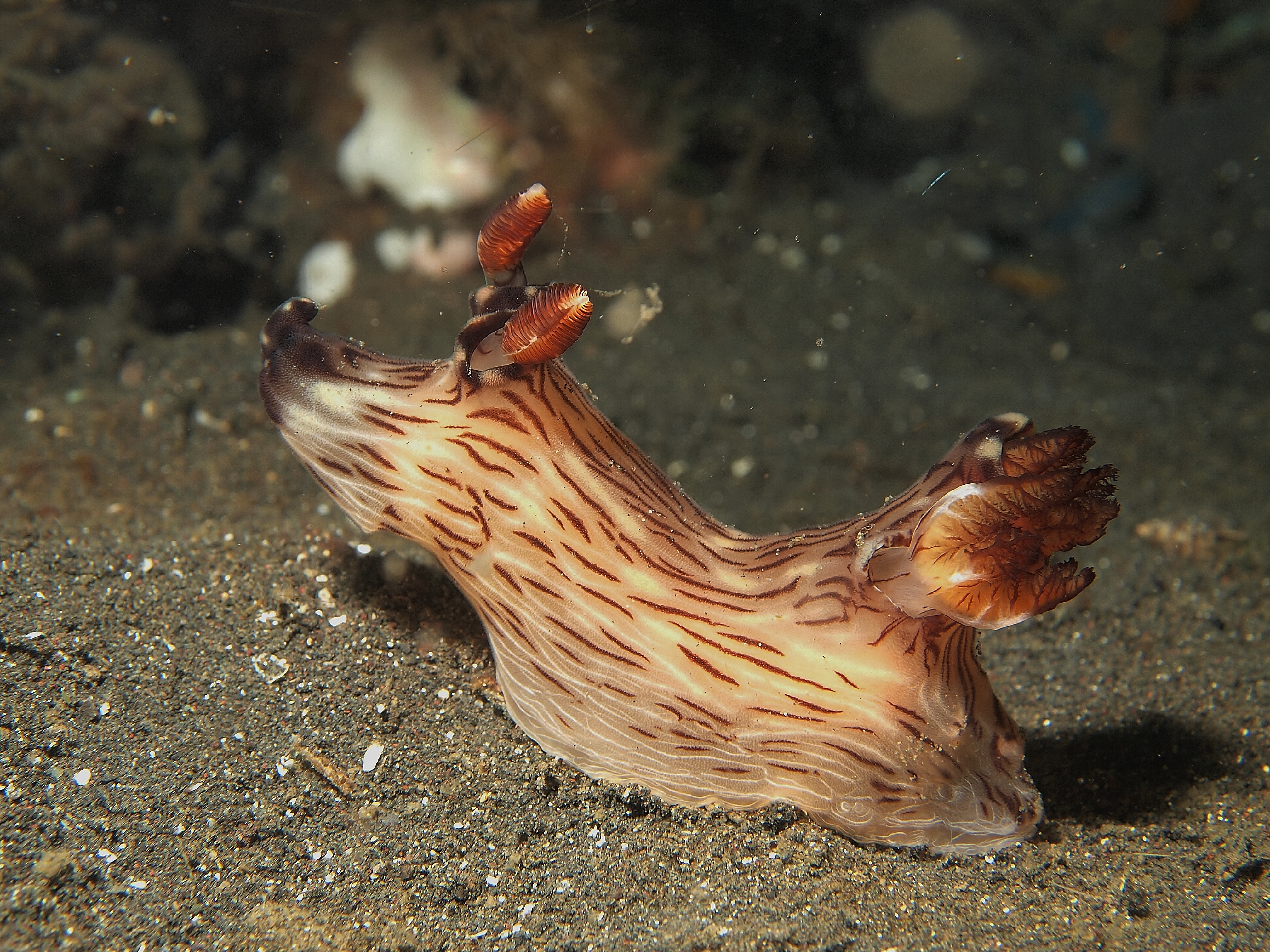
Jorunna rubescens

A nemzetség többi tagjához hasonlóan a Jorunna parva étrendje a Chalinidae családba tartozó szivacsokból áll. Ezek a szivacsok általában méreganyagot tartalmaznak. Néhány tengeri csiga képes a táplálékának a méregtartalmát elraktározni és ezt később a potenciális ragadozók elűzésére felhasználni.

## Rendszerezésük

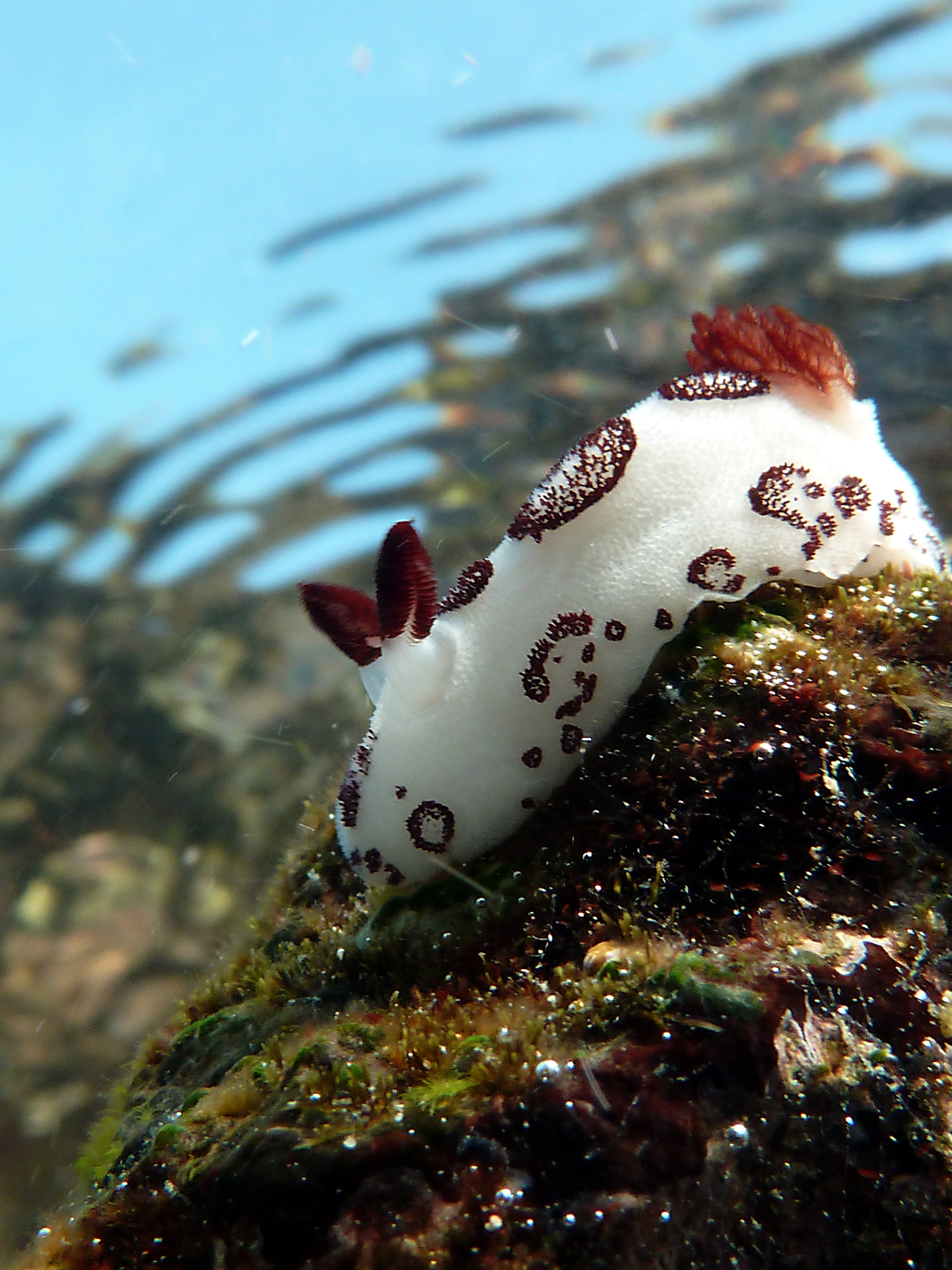
Jorunna funebris

A Jorunna parva az Állatok országán belül a Puhatestűek rendjébe, azon belül a Csigák osztályába, a Csupaszkopoltyús csigák rendjébe, ezen belül pedig a Discodorididae családba sorolható. A Discodorididae családba 42 nemzetség tartozik. Ezek egyike a Jorunna nemzetség melyet  Bergh írt le 1876-ban. A Jorunna nemzetség amely jelenleg 21 elismert érvényes fajt foglal magába, szintén Bergh által lett először leírva 1876-ban. Ebbe a nemzetségbe sorolják a tengeri nyulat, a Jorunna parva-t is.
Jorunna (Bergh, 1876) nemzetségbe tartozó fajok:
- Jorunna parva (Baba, 1938)
- Jorunna coloradilla (Ortea & Moro, 2016)
- Jorunna efe (Ortea, Moro & Caballer, 2014)
- Jorunna evansi (Eliot, 1906)
- Jorunna funebris (Kelaart, 1859)
- Jorunna ghanensis (Edmunds, 2011)
- Jorunna glandulosa (Edmunds, 2011)
- Jorunna hartleyi (Burn, 1958)
- Jorunna labialis (Eliot, 1908)
- Jorunna onubensis (Cervera, Garcia-Gomez & Garcia, 1986)
- Jorunna osae (Camacho-Garcia & Gosliner, 2008)
- Jorunna pantherina (Angas, 1864)
- Jorunna pardus (Behrens & Henderson, 1981)
- Jorunna alisonae (Ev. Marcus, 1976)
- Jorunna ramicola (M.C. Miller, 1996)
- Jorunna rubescens (Bergh, 1876)
- Jorunna spazzola (Er. Marcus, 1955)
- Jorunna spongiosa (Alvim & Pimenta, 2013)
- Jorunna tempisquensis (Camacho-Garcia & Gosliner, 2008)
- Jorunna tomentosa (Cuvier, 1804)